# Ring the Alarm
„Ring the Alarm” este un cântec al interpretei americane Beyoncé Knowles. Piesa a fost produsă de Knowles în colaborare cu Swizz Beatz, Sean Garrett și inclusă pe cel de-al doilea album de studio al artistei, B’Day. Înregistrarea a fost lansată ca cel de-al doilea single al albumului în Statele Unite ale Americii în octombrie 2006.
Compoziția a beneficiat de o campanie de promovare și de un videoclip regizat de Sophie Muller, acesta fiind inspirat din filmul Basic Instinct (1992). Percepția criticilor asupra înregistrării și asupra scurtmetrajului a fost împărțită, ambele primind atât aprecieri, cât și critici. Cu toate acestea, cântecul a primit o nominalizare la cea de-a patruzeci și noua gala a premiilor Grammy, la categoria „Cea mai bună interpretare R&B feminină”. De asemenea, Knowles a fost blamată pentru coperta discului single, ce o afișează în vecinătatea unor aligatori, acest aspect determinând o serie de controverse.
Discul single a debutat direct pe locul 12 în Billboard Hot 100, devenind cea mai înaltă intrare în clasament din întreaga carieră a interpretei. „Ring the Alarm” a obținut poziția cu numărul 11 și a devenit cel mai slab clasat single al artiste în această ierarhie la momentul respectiv. În ciuda unei campanii de promovare deficitare la nivel internațional, cântecul a activat modest listele muzicale din țările asiatice, europene sau sud-americane.

## Compunerea
După încheierea filmărilor pentru pelicula Dreamgirls, unde Knowles deține un rol principal, artista a hotărât să își întrerupă activitatea pentru a lua o scurtă vacanță. În acest timp, cântăreața a început să lucreze la cel de-al doilea album de studio din cariera sa, B’Day. Interpreta și-a motivat decizia prin următoarele: „eram inspirată de personajul din film, adunasem prea multe lucruri, prea multe sentimente, prea multe idei”. Beyoncé l-a contactat pe compozitorul american Sean Garrett, cu care a colaborat și la realizarea șlagărului „Check on It” și pe producătorul muzical Swizz Beatz. Cei doi compozitori au lucrat în studiourile Sony Music, unde au produs cântece pentru album și Rich Harrison sau Rodney Jerkins. În final, piesa a fost compusă și scrisă de Beyoncé, Garrett și Swizz Beatz.
Înregistrările de pe disc au fost compuse simultan cu scrierea versurilor. „Ring the Alarm” este unul dintre cele patru cântece compuse de Swizz Beatz pentru album. Într-un interviu acordat postului de televiziune MTV, producătorul a afirmat referitor la materialul artistei, următoarele: „Acesta este doar unul dintre cadourile pe care i le-am oferit pentru B’Day. Eu am compus cele mai multe cântece pentru album”.

## Controverse legate de copertă
Coperta discului single a creat controverse datorită faptului că Beyoncé a folosit o pereche de aligatori în cadrul ședinței foto. Knowles a afirmat faptul că ideea folosirii celor două animale în cadrul sesiunii îi aparține. Organizația pentru Protecția Drepturilor Animalelor, cu care interpreta a mai avut confruntări de ordin verbal datorită faptului că purta și utiliza blană naturală în creațiile sale vestimentare, a contactat un biolog care i-a trimis artistei o scrisoare, ce avea ca temă coperta discului, el afirmând: „În calitatea mea de specialist în bunăstarea și biologia reptilelor, sunt îngrijorat de faptul că ați  
folosit un pui de aligator speriat în cadrul ședinței foto pentru coperta noului album ce vă aparține. Oamenii și aligatorii nu ar trebui să împartă același spațiu și aceștia nu ar trebui să își intersecteze drumurile în cadrul unei ședințe foto. În opinia mea, acest lucru este un abuz la adresa animalului”.

## Structura muzicală și versurile

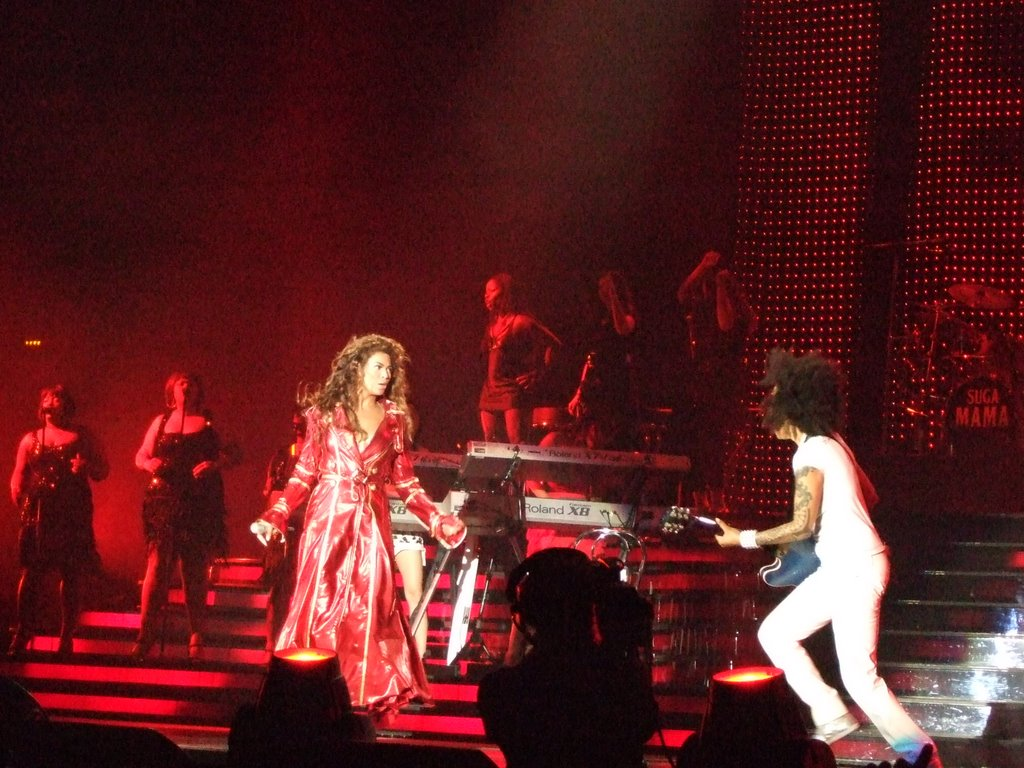
Beyoncé interpretând „Ring the Alarm” în cadrul turneului The Beyoncé Experience

„Ring the Alarm” este un cântec pop, cu influențe hip-hop și rock, interpretat într-un tempo moderat. Melodia este compusă în tonalitatea La major și scrisă în măsura de trei pătrimi. Instrumentalul folosit include tobe, instrumente de percuție și sintetizator. Piesa prezintă o sirenă asurzitoare la început, cu ajutorul căreia se realizează nuanța sa agresivă. Ritmul melodiei conține doar câteva sincope, frazarea vocii și sunt intens folosite armonii vocale. În cântec se folosește doar câte un acord pe spații mari și sunt întâlnite elemente acustice, similare celor folosite în cântecul „Irreplaceable”.
Într-un interviu, Knowles afirma următoarele: „Nu doream să scriu cântece «intense». Toate piesele produse de Swizz au acea vibrație incriminatorie, ca și atunci când un bărbat înșală și am dorit să scriu ceva cinstit”. Numeroase voci susțin faptul că versurile vorbesc despre relația dintre cântăreața de muzică pop, Rihanna și interpretul Jay-Z.

## Recenzii
„Ring the Alarm” a primit atât aprecieri cât și critici din partea recenzorilor discului single sau albumului B’Day. Website-ul Allhiphop.com a făcut referire la această compoziție ca la un cântec cu o „puternică încărcătură emoțională”, în timp ce editorul publicației The Boston Globe, Sarah Rodman, a subliniat faptul că piesa „expune furia și vulnerabilitatea”. Jonah Weiner de la revista americană Blender asociază înregistrarea unei „furtuni de percuții, zdrăngăneli și sirene”. The Washington Post caracterizează personajul interpretat de Knowles în cântec precum „o fostă [prietenă] nebună și geloasă”, continuând cu o referire la linia melodică: „fără un refren memorabil, ea [Beyoncé] nu pare suficient de convingătoare în acest rol”. Recenzorul acestei publicații, Chris Richards, aduce în discuție și opoziția temelor prezentate de „Ring the Alarm” și predecesorul său, „Déjà Vu”.
Allmusic descrie cântecul precum unul „înfuriat și atonal”, care „însoțit de un videoclip ce a determinat o serie de analize, alături de o dezbatere asupra aspectului conform căruia Beyoncé ar folosi referințe autobiografice sau, precum a susținut solista, s-a concentrat asupra personajului său din [pelicula] Dreamgirls”. Jody Rosen de la Entertainment Weekly analizează versurile compoziției, afirmând: „în «Ring the Alarm», ea pare îngrozită de perspectiva de a renunța la toate obiectele de lux pe care prietenul său i le-a cumpărat — «blănuri de chinchilla», «casa de pe coastă» — pentru o altă femeie”. Bill Lamb de la About.com a comentat faptul că „primele două discuri single lansate de pe B'Day, «Déjà Vu» și «Ring the Alarm» sunt unele dintre cele mai slabe cântece ale albumului”. Cu toate aceste, interpretarea lui Knowles a fost felicitată atât de Brian Hiatt de la Rolling Stone, cât și de Spence D. of IGN Music.

## Ordinea pieselor pe disc
| Nr.                                   | Titlul               | Durată |
| ------------------------------------- | -------------------- | ------ |
| Descărcare digitală                   |                      |        |
| 1.                                    | „Ring the Alarm” [ɱ] | 3:23   |
| EP „Dance Mixes” distribuit în S.U.A. |                      |        |
| 1.                                    | „Ring the Alarm” [A] | 8:33   |
| 2.                                    | „Ring the Alarm” [B] | 3:19   |
| 3.                                    | „Ring the Alarm” [C] | 3:19   |

| Nr.                                   | Titlul               | Durată |
| ------------------------------------- | -------------------- | ------ |
| EP „Urban Mixes” distribuit în S.U.A. |                      |        |
| 1.                                    | „Ring the Alarm” [D] | 4:12   |
| 2.                                    | „Ring the Alarm” [E] | 3:47   |
| 3.                                    | „Ring the Alarm” [F] | 3:32   |
| Disc single                           |                      |        |
| 1.                                    | „Ring the Alarm” [ɱ] | 3:23   |
| 2.                                    | „Ring the Alarm” [G] | 3:23   |

Specificații
| - ɱ ^ Versiunea de pe albumul părinte B'Day. - A ^ Remix „Freemasons Club Mix”. - B ^ Remix „Karmatronic Remix”. - C ^ Remix „Migtight Remix”. | - D ^ Remix „Tranzformas Remix” (în colaborare cu Collie Buddz). - E ^ Remix „Jazze Pha Remix”. - F ^ Remix „Grizz Remix”. - G ^ Negativul înregistrării „Ring the Alarm”. |

## Videoclip

Videoclipul este inspirat din filmul Basic Instinct (1992), Knowles abordând același stil vestimentar precum personajul principal feminin al peliculei.

Videoclipul înregistrării „Ring the Alarm” a fost regizat de Sophie Muller,filmat in iulie 2006.  materialul promoțional fiind cel de-al doilea la care Knowles a colaborat cu aceasta. Pentru întâia dată, cele două au conlucrat la realizarea videoclipului pentru șlagărul „Déjà Vu”. Scenele au fost filmate într-un hangar cavernos din New York, Statele Unite ale Americii, Beyoncé întorcându-se în studiourile de înregistrări la scurt timp de la încheierea filmărilor. Premiera scurtmetrajului a avut loc pe data de 16 august 2006 prin intermediul Yahoo! Music și a debutat în clasamentul MTV Total Request Live pe locul 10, la doar șase zile de la prima difuzare a materialului. „Ring the Alarm” a ajuns în fruntea ierarhiei, staționând în lista videoclipurilor timp de treizeci și cinci de zile, până când a fost înlocuit de șlagărul „Irreplaceable”. Scurtmetrajul aduce un omagiu materialului promoțional folosit de Lauryn Hill pentru compoziția „Ex-Factor”, fiind inspirat și din scenele filmului Basic Instinct (1992). În peliculă, Beyoncé este surprinsă folosind obiecte vestimentare asemănătoare celor purtate de actrița Sharon Stone în filmul amintit.
Materialul începe cu prezentarea solistei pe o masă într-un spațiu închis, în timp ce pe fundal să observă o lumină roșie intermitentă. Ulterior ea este surprinsă într-o cameră de interogare, mediul fiind unul similar cu cel prezentat în filmul Basic Instinct. Odată cu startul primei strofe, imaginea este schimbată, Beyoncé fiind afișată într-o casă, pe fundal fiind vizibil țărmul unei mări. Întorcându-se într-un spațiu similar primului, artista este capturată de doi gardieni și readusă în camera de interogare. O altă secvență notabilă a videoclipului este scena ce o prezintă pe cântăreață cu ochii înlăcrimați. Reacția cu privire la material a fost împărțită. Jose Antonio Vargas de la publicația americană The Washington Post a caracterizat personajul lui Beyoncé din videoclip ca fiind „o femeie supărată și gălăgioasă”. Tom Breihan de la The Village Voice a descris materialul ca fiind unul „rapid și murdar”, în timp ce editori de la Rolling Stone sau Fox News au avut percepții similare asupra scurtmetrajului.

## Prezența în clasamente
„Ring the Alarm” a fost lansat în America de Nord ca cel de-al doilea single de pe albumul B’Day, „Irreplaceable” fiind lansat în restul lumi drept cel de-al doilea single. Cântecul a intrat în Billboard Hot 100 direct pe poziția cu numărul doisprezece, devenind cel mai înalt debut al artistei în acest clasament din întreaga sa carieră. Piesa a obținut poziția cu numărul unsprezece, fiind și primul disc single din cariera independentă a artistei, ce nu obține poziții de top 10 în acest top. Cântecul s-a comercializat în peste 586.000 de exemplare în Statele Unite ale Americii, conform Nielsen SoundScan.
Discul single a obținut mai mult succes în alte clasamente Billboard, cum ar fi Billboard Hot Dance Club Play, Billboard Hot R&B/Hip-Hop Singles Sales și Billboard Hot 100 Singles Sales, unde a obținut cea mai înaltă poziție. În Billboard Hot R&B/Hip-Hop Songs, „Ring the Alarm” a atins poziția cu numărul 3, devenind cel de-al optulea cântec al lui Knowles ce obține poziții de top 10.
Deși nu a fost lansată la nivel mondial, piesa a obținut poziții în clasamentele din Brazilia, Japonia, Regatul Unit sau Suedia. În Brazilia cântecul a atins poziția cu numărul 13 iar în Japonia locul 16. La nivel european, „Ring The Alarm” a intrat în Sweden Singles Chart, unde s-a poziționat pe treapta cu numărul 56 în prima săptămână. Deși nu a beneficiat de promovare în Regatul Unit, compoziția a obținut locul 120 în UK Singles Chart, lucru datorat unui număr semnificativ de descărcări digitale. Grație aceluiași considerent, „Ring the Alarm” a câștigat poziția cu numărul 112 în ierarhia UK Download Chart.

## Clasamente
| Țară (clasament)                      | Poziția maximă | Referință     |
| ------------------------------------- | -------------- | ------------- |
| Brazilia (Brasil Hot 100)             | 13             | [ 48 ]        |
| Brazilia (Brasil Dance Club Play)     | 1              | [ 52 ]        |
| Japonia (Top 40 Charts)               | 16             | [ 49 ]        |
| Regatul Unit (OCC — Descărcări)       | 112            | [ 51 ]        |
| Regatul Unit (OCC — UK Singles Chart) | 120            | [ 51 ]        |
| Suedia (Sverigetopplistan)            | 56             | [ 50 ]        |
| S.U.A. (Billboard Hot 100)            | 11             | [ 50 ]        |
| S.U.A. (Billboard Hot Digital Songs)  | 7              | [ 13 ] [ 45 ] |

| Țară (clasament)                           | Poziția maximă | Referință     |
| ------------------------------------------ | -------------- | ------------- |
| S.U.A. (Billboard Hot R&B/Hip-Hop Songs)   | 3              | [ 13 ] [ 45 ] |
| S.U.A. (Billboard Hot Dance Club Play)     | 1              | [ 13 ] [ 45 ] |
| S.U.A. (Billboard Rhythmic Top 40)         | 21             | [ 45 ]        |
| S.U.A. (Billboard Pop 100)                 | 19             | [ 45 ]        |
| S.U.A. (Billboard Pop Airplay)             | 49             | [ 45 ]        |
| S.U.A. (Billboard Hot Singles Sales)       | 1              | [ 46 ]        |
| S.U.A. (Billboard Hot Dance Singles Sales) | 1              | [ 47 ]        |
| United World Chart (Media Traffic)         | 37             | [ 50 ]        |

## Versiuni oficiale
| - „Ring the Alarm” (versiunea de pe albumul B' Day) - „Ring the Alarm” (negativ) - „Ring the Alarm” (remix „Freemasons Club Mix”) - „Ring the Alarm” (remix „Karmatronic Remix”) | - „Ring the Alarm” (remix „Migtight Remix”) - „Ring the Alarm” (remix Tranzformas Remix”) - „Ring the Alarm” (remix „Jazze Pha Remix”) - „Ring the Alarm” (remix „Grizz Remix”) |

## Personal
- Sursă:
- Voce: Beyoncé Knowles
- Textieri: Kasseem „Swizz Beatz” Dean, Sean „The Pen” Garrett, Beyoncé Knowles
- Producători: Swizz Beatz, The Pen, Beyoncé Knowles
- Înregistrat de: Jim Caruana; asistat de Rob Kinelski
- Compilat de: Jason Goldstein și Swizz Beatz; asistați de Steve Tolle

## Datele lansărilor
| Țara              | Data lansării      | Casă de discuri  | Format              | Referințe   |        |
| ----------------- | ------------------ | ---------------- | ------------------- | ----------- | ------ |
| S.U.A.            | 14 septembrie 2006 | Columbia Records | difuzare radio      | [ 1 ]       |        |
| Regatul Unit      | 4 septembrie 2006  | Columbia Records | descărcare digitală | [ 53 ]      |        |
| Uniunea Europeană | 5 august 2006      | Columbia Records | descărcare digitală |             |        |
| S.U.A.            | 5 septembrie 2006  | Columbia Records | descărcare digitală | [ 4 ]       |        |
| S.U.A.            | 17 octombrie 2006  | Columbia Records | descărcare digitală | disc single | [ 34 ] |

Notă
- Descărcările digitale au devenit disponibile odată cu lansarea albumului.

## Certificări și vânzări
| \| Țara \| Vânzări/ puncte \| Certificare \| Referințe \| \| ------------- \| --------------- \| ----------- \| --------- \| \| Statele Unite \| +500.000 \| \| [54][55] \| | Note - reprezintă „disc de aur”; |             |               |
| Țara | Vânzări/ puncte                  | Certificare | Referințe     |
| Statele Unite | +500.000                         |             | [ 54 ] [ 55 ] |